# Calceolaria inamoena
Calceolaria inamoena är en toffelblomsväxtart. Calceolaria inamoena ingår i släktet toffelblommor, och familjen toffelblomsväxter.

## Underarter
Arten delas in i följande underarter:
- C. i. inamoena
- C. i. millefoliata